# Sarunyu Winaipanit
Sarunyu Winaipanit (ศรัณยู วินัยพานิช, spesso traslitterato come Saranyu Winaiphanit), noto anche con lo pseudonimo di Ice (ไอซ์) (Bangkok, 12 settembre 1984), è un cantante e attore televisivo thailandese.

## Biografia
Figlio di due insegnanti di thailandese, Winaipanit è conosciuto comunemente come Ice Saranyu o "principe del sorriso". Nel 2006, Ice ha distribuito il suo album di debutto, ICE Sarunyu, estraendo il primo singolo Kon jai ngai, sotto etichetta GMM Grammy; lo stesso brano è stato poi distribuito anche in giapponese, con il titolo Koi nanja nai. L'anno successivo è uscito il suo secondo album, Party on ICE, seguito dalla raccolta ICE Kool Hits nel 2008, da ICE WITH U, sempre 2008, e ICE Festa, 2010. L'ultimo album, Rak gun na, è uscito nel 2012.
Winaipanit collabora anche con Palitchoke Ayanaputra (Peck) e Pongsak Rattanapong (Aof), con il nome da gruppo "PECK AOF ICE"; i tre hanno distribuito l'album "Together", correlato dai singoli Kae kon toh pid e Narak na LOVE.
Si è diplomato all'Università Srinakharinwirot, in facoltà di belle arti, con bachelor per recitazione e regia.

## Discografia

### Album
- 2006 - ICE Sarunyu
- 2007 - Party on ICE
- 2008 - ICE WITH U
- 2010 - ICE Festa
- 2012 - Rak gun na

### Album speciali e collaborazioni
- First stage Project 1
- First stage Project 2
- Sleepless Society 1
- One Man Story 2
- Left: The Celebration Album
- THE LOST LOVE SONGS bot playng tee haai pai
- Together (PECK AOF ICE)
- Jump & Play
- ICE 10 pee kon man rak

### Raccolte
- 2008 - ICE Kool Hits

### Album in giapponese
- THAI MUSIC DVD (MOS-ICE-PECK 15Films)
- ICE
- Party on ICE
- Odorōyo
- BEAT☆BANG!!BANG!! (con Shion e Nawii)

### Singoli
- 2006 - Kon jai ngai
- 2006 - Perhaps Love (ft. Sirintip Hanpradit)
- 2007 - Yharng rai gor rak ter
- 2007 - Jai chum chum
- 2008 - Tur ying ngao chun ying jep
- 2009 - Rak raek pob
- 2009 - Kon nah song sarn
- 2010 - Tah hua jai poot dai
- 2010 - Pae laeo pahn
- 2010 - Mai laung mai roo (ft. Noona)
- 2011 - Naruk gern
- 2012 - Pahk wahng
- 2012 - Arai gor daai peua ter
- 2012 - Yah wai jai kwahm ngao
- 2012 - Double Love (ft. Sheranut Yusanonda)
- 2012 - Rak gun na (ft. Paowalee Pornpimol)
- 2012 - Gaut chun tor nah kao
- 2013 - Balloon
- 2013 - Yak don pen chaokhong
- 2014 - Miss You
- 2014 - Gong jak lai dok bua
- 2014 - Yah wai jai
- 2015 - Hua jai hai tur
- 2017 - Garoonah mah rop guan
- 2017 - Trong nee... tee hua jai
- 2018 - Taung mon My Baby
- 2018 - Buppesannivas

## Filmografia

### Televisione
- Po ga kub mae chun - serie TV (2005)
- Duay rang hang rak - serie TV (2006)
- Gong kak lai dok bua - serie TV (2007)
- Wongkhumlao - The Series - serie TV (2010)
- Nong mai rai borisut - serie TV (2011)
- Bua laeng naam - serie TV (2016)
- A Love To Kill - serie TV (2017)
- Saeb sanaeha - serie TV (2017)
- Kun yaa dot kom - serie TV (2018)
- Bang rak soi 9/1 - serie TV, 1 episodio (2018)